# شانتال شكاملوفا
شانتال شكاملوفا مواليد 4 سبتمبر 1993 في بانسكا بيستريتسا، هي لاعبة كرة مضرب سلوفاكية وتحتل حالياً المرتبة 355 (21 مارس 2016) في تصنيف رابطة محترفات كرة المضرب. هي إحدى بطلات الجراند سلام. أعلى تصنيف لها في الفردي كان 354. أعلى تصنيف لها في الزوجي كان 171.

## الميداليات
| الميدالية | المسابقة                              |
| --------- | ------------------------------------- |
| فضية      | الألعاب الأولمبية الصيفية للشباب 2010 |

## روابط خارجية
- شانتال شكاملوفا على موقع رابطة محترفات التنس (الإنجليزية)
- شانتال شكاملوفا على موقع الاتحاد الدولي لكرة المضرب (الإنجليزية)
- شانتال شكاملوفا على موقع خلاصة التنس.كوم (الإنجليزية)
- شانتال شكاملوفا على موقع اللجنة الأولمبية الدولية (الإنجليزية)
- شانتال شكاملوفا على موقع أوليمبيديا (الإنجليزية)
- شانتال شكاملوفا على موقع اللجنة الأولمبية السلوفاكية (السلوفاكية)